# Плантация (Свердловская область)
Плантация — посёлок в Алапаевском районе Свердловской области России, входящий в Махнёвское муниципальное образование и подчинённый Санкинской сельской администрации.

## Географическое положение
Посёлок Плантация расположен в 85 километрах (в 162 километрах по автодорогам) к северо-востоку от города Алапаевска, в лесной местности, на правом берегу реки Туры. Автомобильное сообщение затруднено в зависимости от климатических условий. В окрестностях посёлка расположено проточное озеро.

## Алапаевская узкоколейная железная дорога
В посёлке ранее находилась станция Платанция Алапаевской узкоколейной железной дороги.

## Население
| 2002 | 2010 |
| ---- | ---- |
| 1    | ↘0   |